# 8 rano
8 rano. Niewiarygodne historie Reda i Spinache’a – drugi album studyjny duetu hip-hopowego Red i Spinache. Wydawnictwo ukazało się 26 lutego 2007 roku nakładem wytwórni muzycznej My Music. Gościnnie w nagraniach wzięli udział m.in. Ahorica Basiuras, Andrzej Staniewski, Marcin Ciechowicz, Marek Grabowski i Xymena Skowron, W ramach promocji do pochodzących z pyty piosenek „Miasta”, „International Love” i „Chcę poznać twoją matkę” zostały zrealizowane teledyski.

## Lista utworów
Opracowano na podstawie materiału źródłowego.
1. „Red and Spinache” (produkcja: Red, Spinache, śpiew: Ahorica Basiuras, Andrzej Staniewski, Antonina Kierus, Marcin Ciechowicz, Marek Grabowski, Xymena Skowron) – 5:56
2. „International Love” (produkcja: Red, Spinache, rap: J-Ro, śpiew: Łukasz Lach) – 3:36
3. „Ramię w ramię 2006” (produkcja: Red, Spinache, rap: Cezet, Mizone) – 7:14
4. „Czy ciękręci to?” (produkcja: Red, Spinache) – 2:30
5. „Poznać twoją matkie” (produkcja: Red, Spinache) – 3:12
6. „Poniedziałek” (produkcja: Red, Spinache) – 6:02
7. „Miasta” (produkcja: Red, Spinache) – 4:29[A]
8. „Indywidualny” (produkcja: Red, scratche: DJ Cube) – 2:43
9. „Wyjątkowy smak” (produkcja: Red, Spinache) – 4:41
10. „Balkan Boy” (produkcja: Spinache) – 2:41
11. „Luv - kości rzucone 6” (produkcja: Red, Spinache, śpiew: Łukasz Lach) – 15:57

Notatki
- A^ W utworze wykorzystano sample z piosenki "Take Me Back" w wykonaniu Michaela Jacksona[7].